# عمارة روسيا

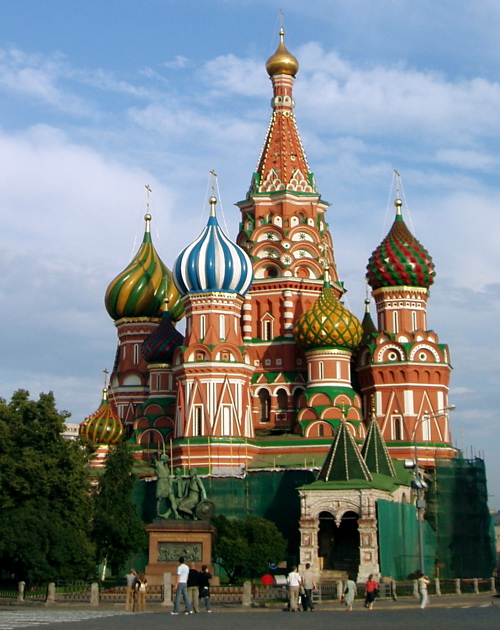
كاتدرائية القديس باسيل

العمارة الروسية تحافظ على التقاليد التي أرسيت جذورها في الدولة البيزنطية ومن ثم الدولة السلافية الشرقية (روس كييف) وبعد سقوط كييف استمر تاريخ العمارة الروسية في إمارتي فلاديمير – سوزدال ونوفغورود ومن ثم في الدول التي أعقبتها - دوقية موسكو والامبراطورية الروسية والاتحاد السوفيتي وروسيا الاتحادية المعاصرة. عند اعتناق روس القديمة المسيحية كانت تعرف السباكة والنحت على الخشب وسك النقود وكان الصاغة الروس انذاك معروفين في العالم. كان فن العمارة موجود أيضاً إلا أنه من الصعب الآن معرفة درجة تطوره في تلك المرحلة، لأنه لم يصلنا أي شيء يذكر من عصر ما قبل المسيحية: فمنها ما قضى عليها الزمن والجزء الأكبر منه دمره البشر. وهدم المسيحيون بحماس كل ما كان يذكر بتعدد الإله. وكان فن تشييد الأبنية المعمارية في عصر المسيحية الأول في روس القديمة يعتمد في البناءعلى الخشب. ويفسر هذا أولاً – بتقاليد البناء في فترة ما قبل المسيحية وثانياً – رخص ثمن هذه المواد وسهولة نقلها عبر الأنهر الكثيرة إلى المكان المطلوب. واستخدم الحجر أساساً في بناء الكاتدرائيات الكبيرة في المدن.

## كييف روس' (988–1230)
منذ بداية القرن الثاني عشر استخدم الحجر في البناء بشكل أوسع وبدأت تتشكل أكثر فاكثر تقاليد البناء بالحجر التي تميزت بها كل مدينة. ولكن بالرغم من ذلك بقي استخدام مادة الخشب أكثر شيوعا. واستمراستخدام الخشب كالسابق في بناء البيوت القروية وبيوت التجار والخواص في المدن والكنائس (الأخيرة خاصة في شمال البلاد). ويوجد حاليا في روسيا عدد من المتاحف المكشوفة التي جمعت فيها نماذج من فن العمارة الخشبية وأكثرها شهرة متحف منتزه كولومنسكية في موسكو ومتحف محمية فلاديمير – سوزدالسك وكيجي توجد في إقليم كاريليا آثار تاريخية مهمة تم تسجيلها لدى منظمة اليونسكو في لائحة التراث العالمي وتقع هذه الآثار في جنوب شبه جزيرة زاونيجسكي حيث تقع مجموعة من الجزر الصغيرة التي تحمل الواحدة منها اسم كيجي، ومعناها العيد. شيدت في هذه المنطقة معابد وثنية في الماضي السحيق، وحلت محلها بعد ذلك كنائس مسيحية خشبية. ثم احترقت هذه الكنائس نتيجة إحدى العواصف الرعدية. وعاد الناس إلى هذا المكان في مطلع القرن 18 ليشيدوا في البداية كنيسة شتوية ذات 9 قباب، ثم كنيسة أخرى لها 22 قبة في عام 1714. واكتملت اللوحة المعمارية البديعة هناك في عام 1874 عندما أقيم برج الأجراس الكنائسية. هذا المجمع المعماري الفريد من نوعه، الذي يضم الكنائس الخشبية ذات القباب المتعددة، يمثل الطابع المميز لفن العمارة الكنائسي الروسي. يعتبر القرن العاضر عصر نشوء الدولة الروسية واتحاد القبائل السلافينية حول كييف واعتناق المسيحية والقضاء على الثقافة الوثنية لروس القديمة والخطوات الأولى للثقافة المسيحية. وهو قرن الحروب العديدة مع القبائل الرحل تمام كما كانت الحال في القرنين التاليين. ولهذا فان أي اثر معماري في هذه الفترة يحمل علامات المباني المحصنة وحتى الكنائس بنيت اخذين بنظر الاعتبار إمكانية استخدامها كقلاع. ولم يصل الين أي اثر معماري لذلك الزمن الا انه يمكن ان تؤخذ كمثال البوابة الذهبية في كييف المبنية في القرن 11 (عام 1037). وكانت البوابة تستخدم للدخول الاحتفالي إلى عاصمة روس القديمة وتقع في الجزء الجنوبي للمدينة. وكانت هذه البوابة تمثل المدخل الرئيسي للمدينة وهي إحدى البوابات الرئيسية الثلاث للمدينة والتي بنيت في فترة حكم يارسلاف الحكيم. كان القرن الحادي عشر عصر ازدهار فن العمارة في كييفسكايا روس. وتنسب إلى هذا العهد كنيستان كبيرتان – كاتدرائية القديسة صوفيا في كييف وكاتدرائية صوفيا في نوفغورود. أما القرن الثاني عشر فكان عصر التغيير.تم نقل العاصمة، ومقر المطران من كييف إلى فلاديمير. وظهر في الفن المعماري طراز جديد هو طراز فلاديمير – سوزدالسك، انه عصر الاقتتال الداخلي وكذلك في العصر التالي.وعصر ظهور ما يسمى ب (الكنائس الصغيرة). وأفضل مثال على ذلك كنيسة بوكروف على نهر نيرلي بالقرب من فلاديمير.

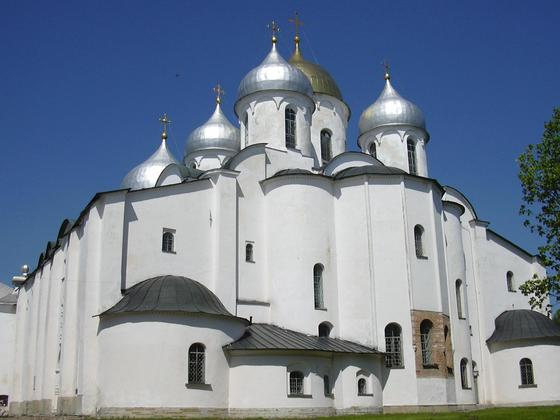
كاتدرائية القديسة صوفيا في نوفغورد  [لغات أخرى]‏ (1045—1050)
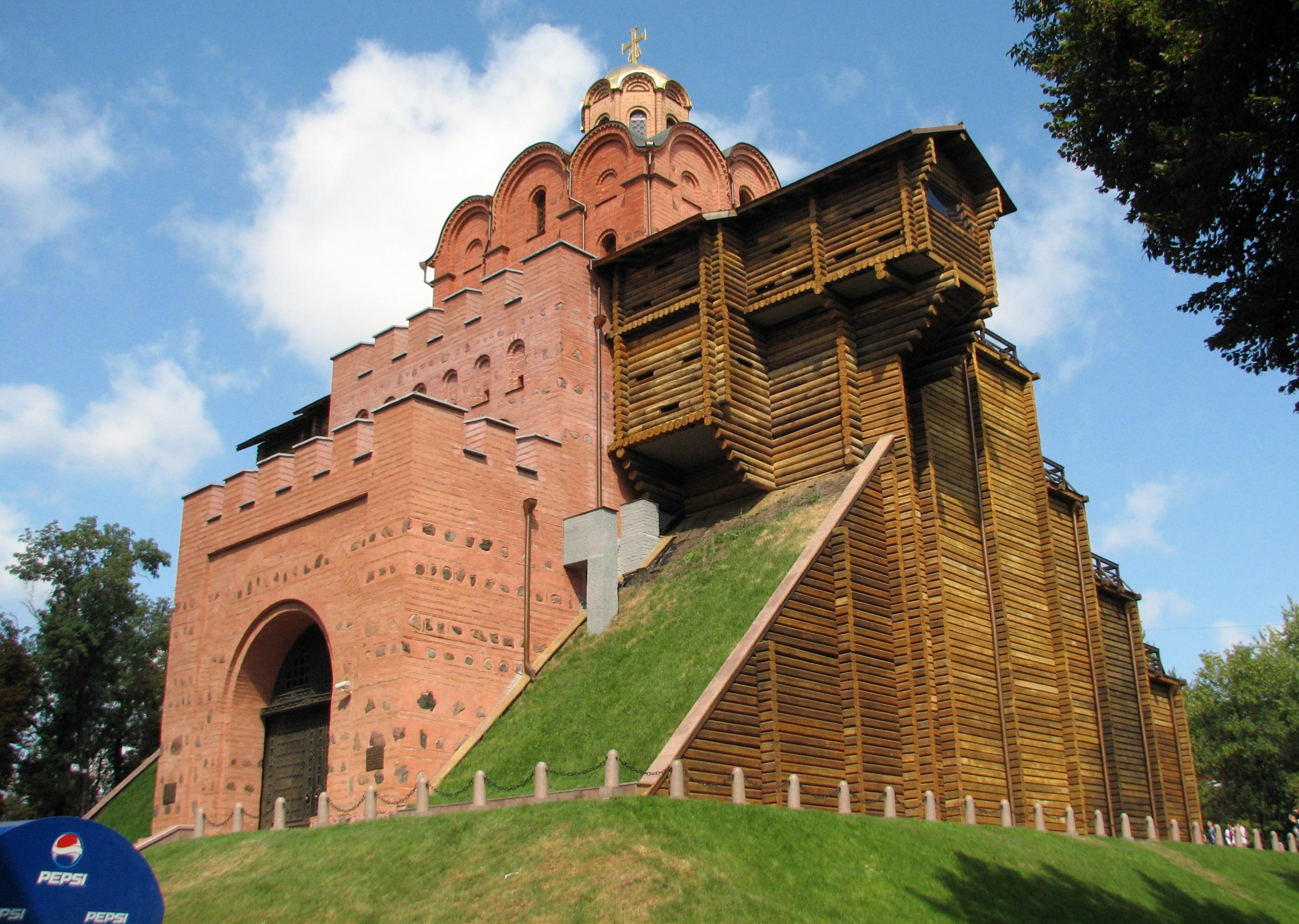
Golden Gate in كييف (ca. 1100)
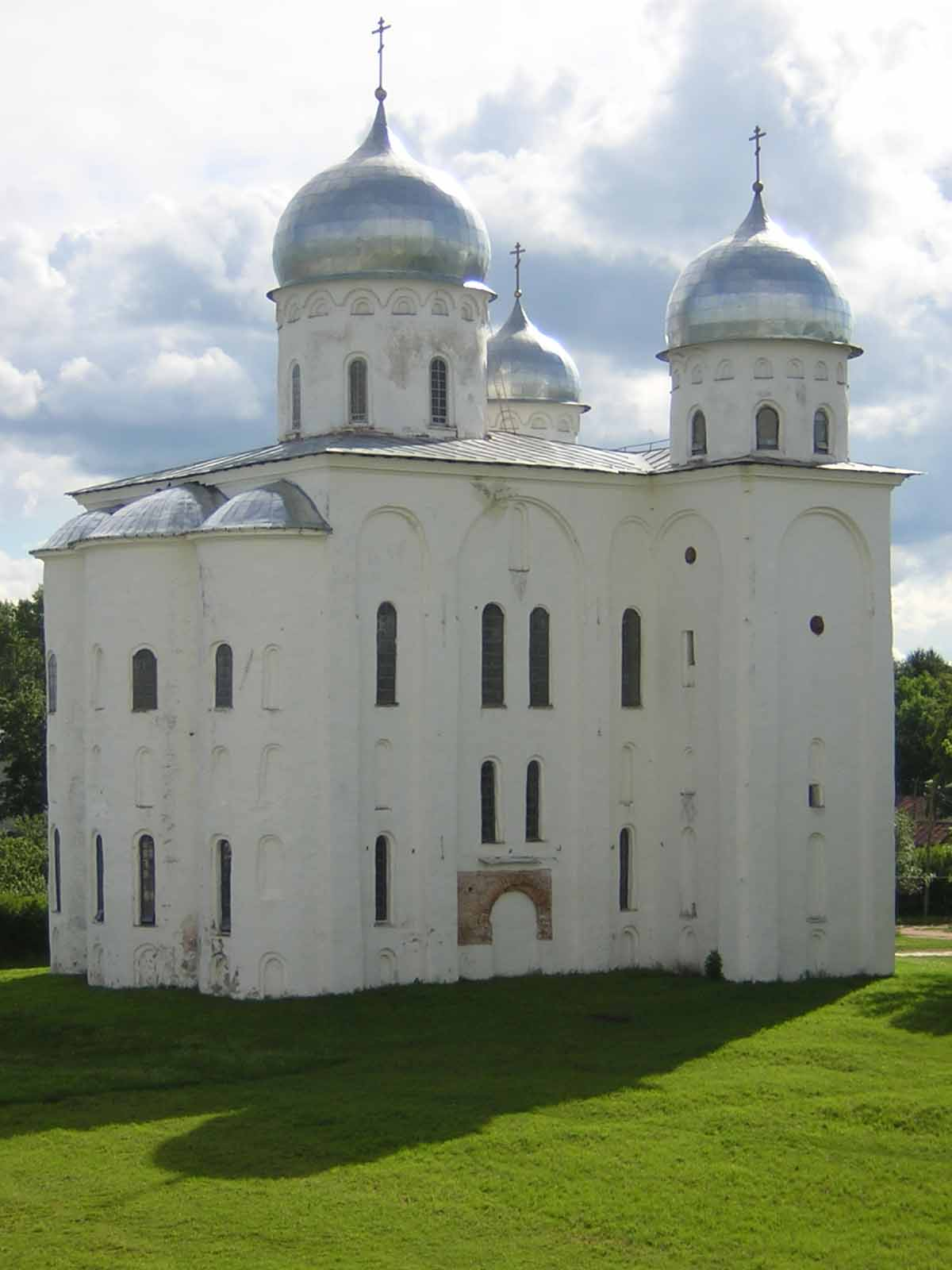
St.George's Cathedral of Yuriev Monastery (1119)
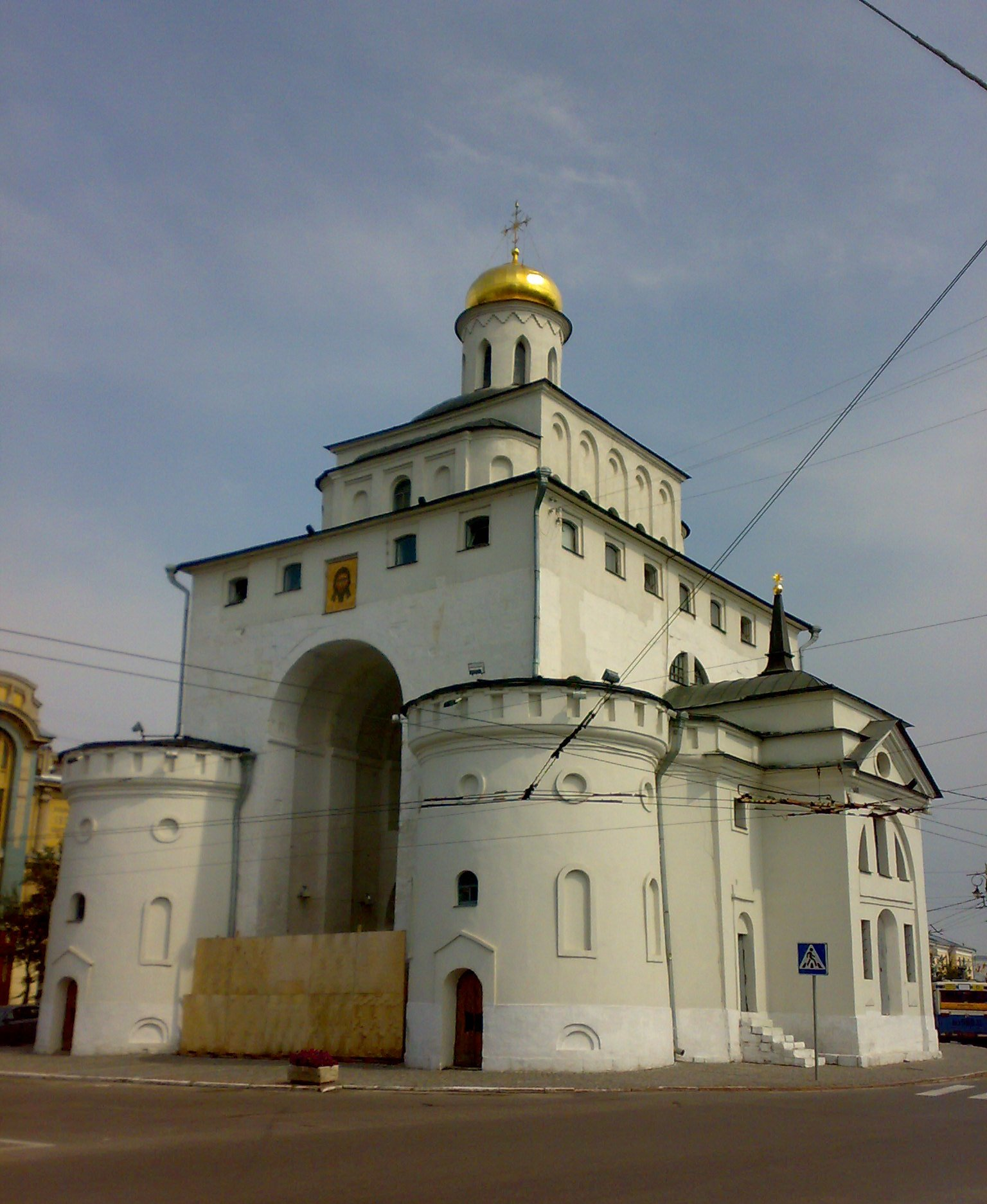
Golden Gate  [لغات أخرى]‏ in فلاديمير (توضيح) (1158-1164)
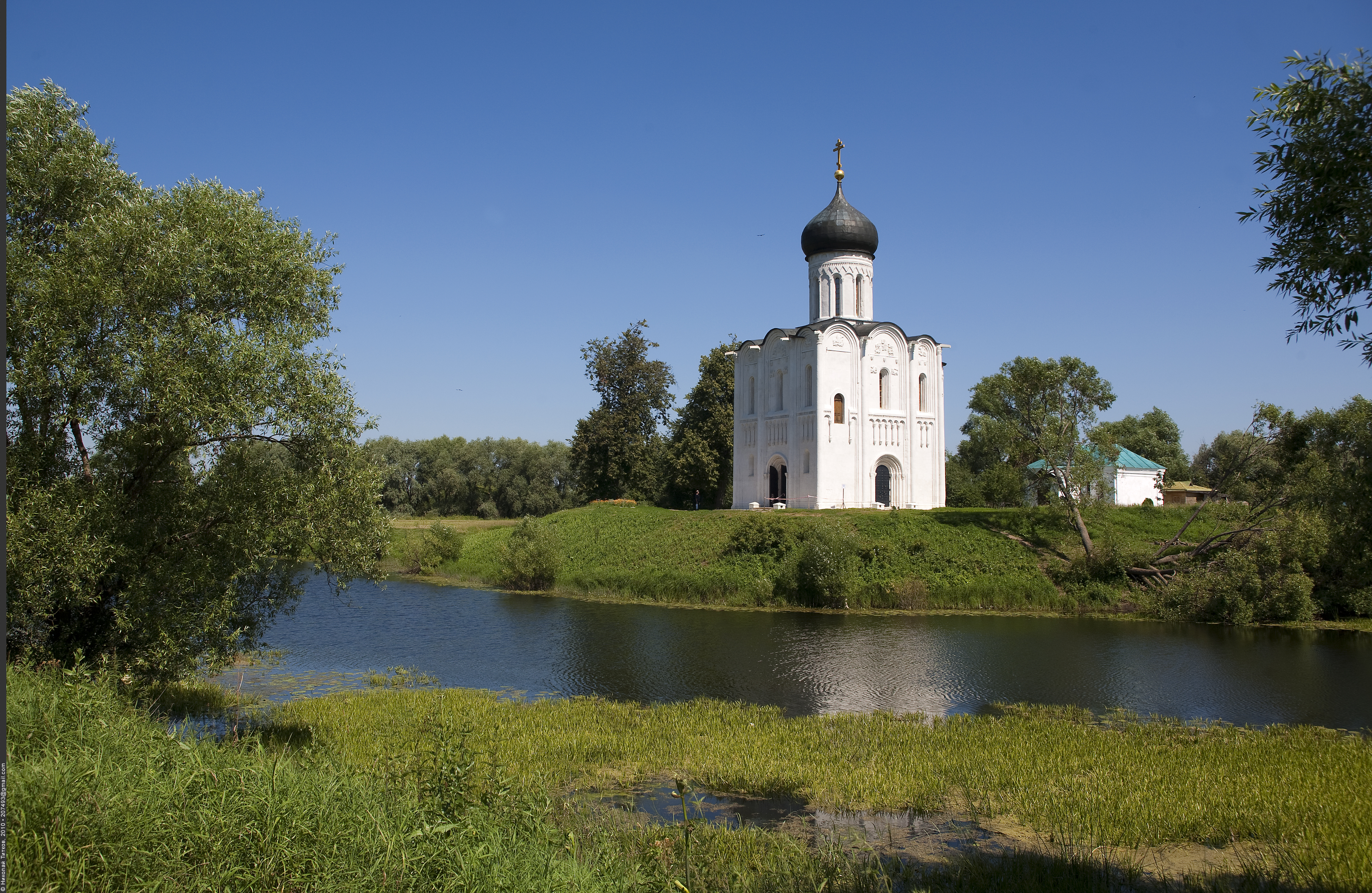
كنيسة الشفاعة على نهر النيل  [لغات أخرى]‏ (1165)
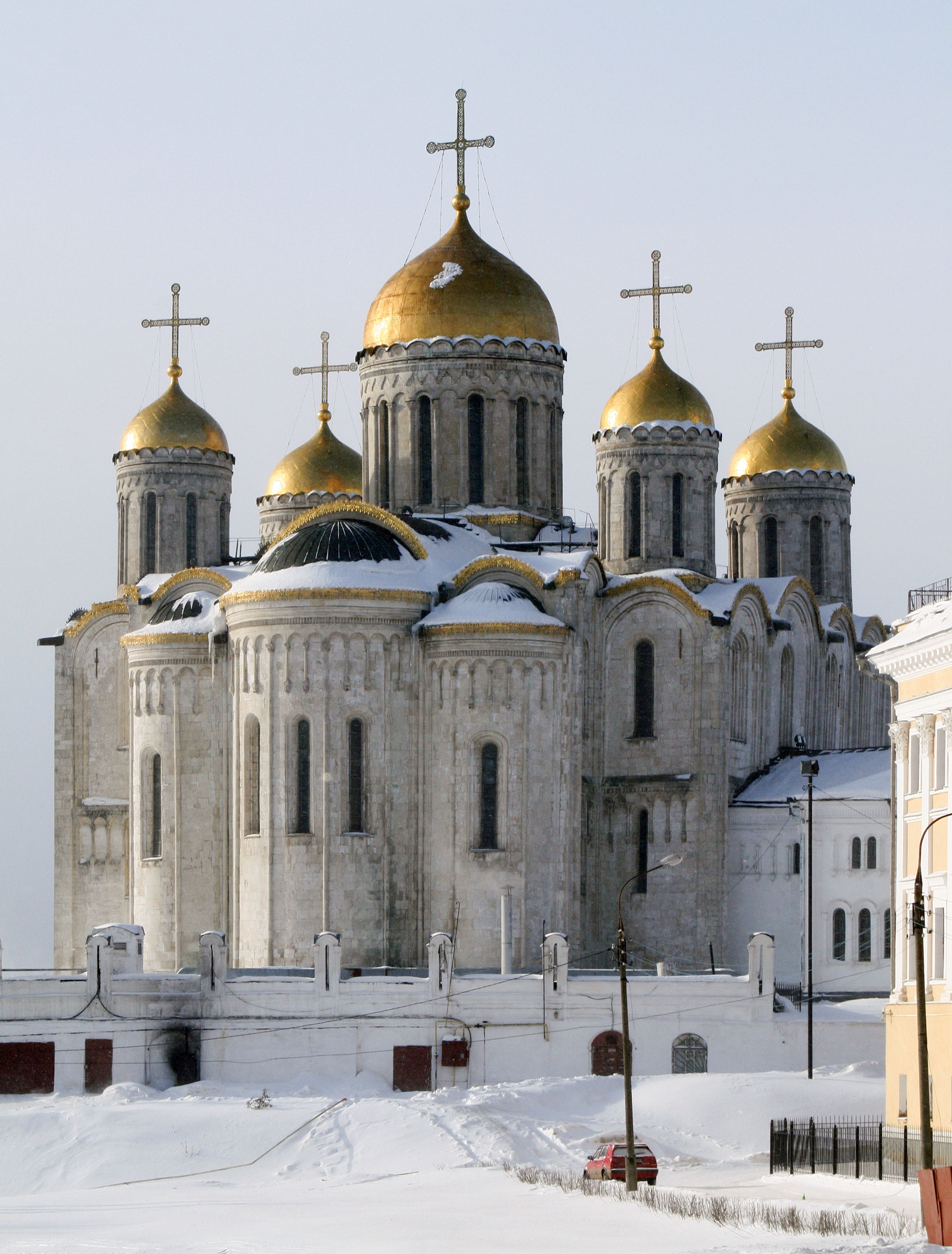
Dormition Cathedral  [لغات أخرى]‏ in فلاديمير (توضيح) (1186—1189)